# Biplab Dasgupta (Wirtschaftswissenschaftler)
Biplab Dasgupta (bengalisch বিপ্লব দাশগুপ্ত Biplab Dāśgupta; * 2. Januar 1938; † 17. Juli 2005 in Kalkutta) war ein indischer marxistischer Wirtschaftswissenschaftler und Politiker. Er war Mitglied der Rajya Sabha und der Lok Sabha. Er ist der Autor mehrerer Bücher über die Agrarwirtschaft Indiens.

## Leben
Biplab Dasgupta erwarb seinen MA in Wirtschaftswissenschaften an der Universität Kalkutta. Im Jahr 1967 promovierte er als Mitglied des SOAS an der Universität London mit der Arbeit Ölpreise und der indische Markt, 1886–1964, seine Betreuerin war Edith Penrose. Außerdem erwarb er einen MSc-Abschluss in Informatik an der Universität London.
Dasgupta lehrte von 1965 bis 1972 an der University of London und von 1972 bis 1980 an der University of Sussex. Von 1980 bis 1998 war er Professor an der University of Calcutta.
Außerdem war er zwischen 1972 und 1978 als Berater für UN-Gremien wie FAO, ILO, UNESCO, UNRISD und UNEP tätig.
Biplab Dasgupta starb im Alter von 66 Jahren an der Parkinson-Krankheit.

## Politik
Dasgupta war ein populärer Studentenführer der 1950er Jahre und wurde 1955 Mitglied der CPI. Nach der Spaltung der CPI trat er 1964 der CPI(M) bei. Er wurde 1980 zum Mitglied des bengalischen Landesausschusses der CPI(M) gewählt. Im Jahr 1985 wurde er Mitglied des Zentralausschusses der CPI(M). Er war auch Herausgeber der Nandan Patrika, der kulturellen Monatszeitschrift der CPI(M).
Von 1989 bis 1991 war er für den Wahlkreis Calcutta South Mitglied der Lok Sabha. Von 1994 bis zu seinem Tod war er Mitglied der Rajya Sabha.